# Рилски глаголически листове
Рилските глаголически листове се състоят от 8 нецели пергаментни листа и 3 фрагмента от глаголическа старославянска книга от XI век.
Текстовете им са част от „Паренесиса“ (наставленията) на Ефрем Сирин и от молитви, четени по време на Великия пост.

## История
Първите два листа са намерени в Рилския манастир през 1845 година от руския учен Виктор Григорович. Днес те са в библиотеката на Руската академия на науките в Санкт-Петербург (сигнатура 24.4.15, фонд И. И. Срезневского). По-добре запазеният от тях е издаден през 1909 година под името „Македонски глаголически лист“ от руския учен Григорий А. Илински. Той е с размер 27,5 х 21,3 сантиметра и съдържа края на 78-ото слово от „Паренесиса“. През XV или XVI в. в полетата му били добавени на кирилица обяснения по църковно пеене.
Още три листа са открити в Рилския манастир от Константин Иречек през 1880 година в подвързията на ръкописния „Панегирик“ на Владислав Граматик от 1473 година. През 1936 година допълнителни фрагменти намира Йордан Иванов. Находките на Иречек и Йорданов още се пазят в Рилския манастир (№ 3/6).
Така нареченият „Лист на Григорович“ (Руска академия на науките, Санкт-Петербург, 24.4.17) не се причислява от всички учени към Рилските глаголически листове.
- Изданието на Илински „Македонски глаголически лист“, 1909 г.
- Корица
- Титулна страница
- Снимка на листа

## Езикови особености
Рилските глаголически листове са писани с кръгла висяща глаголица. По правопис и почерк има паралели най-вече с Асеманиевото евангелие и Синайския требник. В езика се наблюдава смесване на старинни с по-нови особености. 

## Издания
- Срезневский, И. И. Древние глаголические памятники, сравнительно с памятниками кириллицы. Санкт Петербург, 1866, 220-234
- Гошев, И. Рилски глаголически листове, София, 1956 [пълно издание текста и фотографии на листовете]

## Изследвания
- Смядовски, С. Към въпроса за състава на Рилските глаголически листове. – Български език, 30, 1988, кн. 6, 500-501